# Cymbopogon mandalaiaensis
Cymbopogon mandalaiaensis là một loài thực vật có hoa trong họ Hòa thảo. Loài này được Soenarko mô tả khoa học đầu tiên năm 1975.